# Stelling van De Finetti
De stelling van De Finetti is een wiskundige stelling uit de kansrekening die zegt dat uitwisselbare stochastische variabelen voorwaardelijk onafhankelijk zijn, gegeven een aantal latente variabelen waaraan een subjectieve kansverdeling kan worden toegewezen. De stelling is in 1931 bewezen door Bruno de Finetti, en naar hem genoemd. 
Voor het speciale geval van een rij uitwisselbare bernoulli-verdeelde stochastische variabelen zegt de stelling dat een dergelijke rij een "mengsel" is van rijen onafhankelijke en gelijkverdeelde bernoulli-variabelen. Terwijl de afzonderlijke variabelen van de uitwisselbare rij zelf niet onafhankelijk en gelijkverdeeld hoeven te zijn, maar alleen uitwisselbaar, is er een onderliggende familie van onafhankelijke en gelijkverdeelde stochastische variabelen.

## Achtergrond
Een bayesiaanse statisticus zoekt vaak de voorwaardelijke kansverdeling van een toevalsgrootheid, gegeven de waarnemingen. Het begrip uitwisselbaarheid werd geïntroduceerd door De Finetti en hij legde een verband tussen onafhankelijkheid en uitwisselbaarheid.
Een rij stochastische variabelen {\displaystyle X_{1},X_{2},\dots } wordt uitwisselbaar genoemd, als voor ieder natuurlijk getal {\displaystyle n>0} en elke twee eindige rijen van verschillende indices {\displaystyle i_{1},\dots i_{n}} en {\displaystyle j_{1},\dots j_{n}}, de twee eindige rijen
{\displaystyle X_{i_{1}},\dots ,X_{i_{n}}{\text{en }}X_{j_{1}},\dots ,X_{j_{n}}}
beide dezelfde simultane kansverdeling hebben.
Als een rij bestaat uit gelijkverdeelde variabelen die onderling onafhankelijk zijn, dan is de rij uitwisselbaar. Maar het omgekeerde is niet waar; er bestaan uitwisselbare rijen stochastische variabelen die stochastisch afhankelijk zijn, zoals in het vaasmodel van Pólya.

## Voetnoten
1. ↑  Zie de Oxford-dictaten van Steffen Lauritzen